# Chuyến tàu băng giá
Chuyến tàu băng giá (Hangul: 설국 열차, tiếng Anh: Snowpiercer) là một bộ phim hành động, khoa học viễn tưởng ra mắt năm 2013, dựa trên cuốn tiểu thuyết đồ họa Pháp Le Transperceneige của Jacques Lob, Benjamin Legrand và Jean-Marc Rochette. Phim được đạo diễn bởi Bong Joon-ho. Cũng chính Bong và Kelly Masterson là những người viết kịch bản. Đây là sản phẩm hợp tác của hai nền điện ảnh Hàn Quốc-Séc và cũng là tác phẩm nói tiếng Anh đầu tiên của Bong Joon-ho, với gần 85% lời thoại của phim là tiếng Anh.
Chuyến tàu băng giá có sự tham gia diễn xuất của Chris Evans, Song Kang-ho, Tilda Swinton, Jamie Bell, Octavia Spencer, Go Ah-sung, John Hurt và Ed Harris. Phim lấy bối cảnh con tàu Snowpiercer chạy trên một đường ray trải dài khắp địa cầu, mang theo những tàn tích cuối cùng của nhân loại sau khi một nỗ lực thay đổi khí hậu vô tình đưa Trái đất quay lại kỉ băng hà. Chris Evans trong vai Curtis Everett, một trong những hành khách khốn cùng ở các toa tàu cuối, người đang lãnh đạo một cuộc nổi dậy chống lại tầng lớp thượng lưu ở các toa tàu phía trên. Quá trình quay phim diễn ra tại Barrandov Studios ở Prague, sử dụng một bộ toa tàu gắn trên gimbal để mô phỏng chuyển động của đoàn tàu.
Sau khi ra mắt quốc tế, tác phẩm nhận được sự hoan nghênh từ giới phê bình, xuất hiện trong nhiều danh sách tốp 10 của các nhà đánh giá phim năm 2014. Những lời khen ngợi chủ yếu dành cho tầm nhìn, phương hướng và cách biểu đạt của bộ phim, đặc biệt là diễn xuất của Evan và Swinton. Chuyến tàu băng giá ban đầu chỉ được lên kế hoạch phát hành giới hạn tại Hoa Kỳ nhưng trước nhiều phản ứng gay gắt, The Weinstein Company đã phải mở rộng quy mô trình chiếu đến nhiều rạp hơn và cho phát sóng trên các dịch vụ trực tuyến, kỹ thuật số. Với kinh phí 40 triệu đô la Mỹ, đây vẫn là phim Hàn Quốc đắt giá nhất từ trước đến nay.

## Nội dung
Sau một nỗ lực ngăn chặn sự nóng lên toàn cầu bằng phương pháp can thiệp khí hậu, loài người nhận hậu quả thảm khốc khi bước vào kỷ băng hà mới vào năm 2014. Những người còn sống sót được đưa lên một chuyến tàu vòng quanh trái đất có tên Snowpiercer, do ông trùm vận tải ẩn dật Wilford điều hành. Đến năm 2031, hành khách trên tàu đã hoàn toàn phân hóa giai cấp, với các toa xa hoa ở phía trên dành cho tầng lớp thượng lưu và các toa tồi tàn phía dưới dành cho người nghèo, luôn bị kiểm soát bởi lực lượng quân đội có vũ trang.
Được sự ủng hộ của "cha nuôi" Gilliam, Curtis và chiến hữu thân cận của mình là Edgar phát động một cuộc nổi dậy ngay sau khi họ nhận ra vũ khí của lính canh hoàn toàn không có đạn. Nhóm người giải cứu Namgoong, một chuyên gia an ninh và Yona, đứa con gái có năng lực "Nhãn thông" của ông. Namgoong giúp quân khởi nghĩa vượt từng cánh cửa, tiến về phía trước nhưng cả bọn sớm bị chặn lại bởi nhóm vệ binh mang rìu do Bộ trưởng Mason chỉ huy. Trong cuộc hỗn chiến, Curtis phải lựa chọn giữa việc bắt Mason hoặc cứu mạng Edgar. Cuối cúng, anh hy sinh Edgar và bắt sống Mason để sử dụng bà ta làm quân bài thương lượng kết thúc cuộc chiến. Cả nhóm khởi nghĩa ở lại, giam giữ các vệ binh, chỉ trừ có Curtis, Mason, Namgoong, Yona, chiến binh lão luyện Gray cùng với Tanya và Andrew (hai người có con trai bị bắt đi trước đó) tiếp tục tiến lên. Họ không biết rằng, thủ hạ trung thành của Mason, Franco, đã trốn thoát và tập hợp thêm lính canh.
Khi đi qua toa tàu sang trọng đầu tiên, Namgoong và Yona nhìn ra cửa sổ và nhận thấy dấu hiệu băng tan. Cả nhóm dừng lại ở một phòng học, nơi đám trẻ đang được dạy về sự vĩ đại của Wilford ngay trước khi chúng nhận được những quả trứng mừng năm mới thứ 18. Cô giáo đứng lớp lợi dụng điều này để gây phân tâm và bất ngờ rút súng, tấn công nhóm Curtis, giết chết Andrew trước khi bị Gray đoạt mạng. Ở phía sau, Franco và người của mình quay lại tiêu diệt toàn quân khởi nghĩa và bắt giữ Gilliam, hắn gửi hình ảnh trực tiếp cảnh mình hành quyết Gilliam cho Curtis theo dõi, thông qua màn hình TV trong lớp học. Đau đớn và phẫn nộ, Curtis bắn chết Mason. Nhóm của anh tiếp tục hành trình trong khi Franco sớm bắt kịp họ. Tanya và Gray hy sinh khi cố chặn Franco, sau đó Franco bị hai cha con Namgoong và Curtis đánh gục.
Cuối cùng, ba người cũng đến trước cửa toa động cơ, nơi Wilford sống. Namgoong cho biết, anh và Yona đã thu thập rất nhiều Kronol, một hợp chất gây nghiện nhưng cũng đồng thời là một chất nổ rất mạnh dùng để phá tan khoang tàu, tin rằng họ có thể sinh tồn ở bên ngoài kia. Curtis ngăn Namgoong vì anh muốn gặp Wilford; tại đây Curtis kể rằng khi còn trẻ, anh đã suýt định ăn thịt đứa trẻ Edgar để sinh tồn nhưng rồi Gilliam đã hi sinh cánh tay của ông để đổi lấy mạng sống cho cậu bé. Kể từ đó, Curtis luôn nung náu ý định đối mặt với Wilford và hỏi ông ta tại sao lại tạo nên hệ sinh thái khép kín này. Vừa lúc đó, cửa toa động cơ mở ra, trợ lý của Wilford là Claude xuất hiện và bắn bị thương Namgoong rồi mời Curtis vào trong.
Tại đây, Curtis bàng hoàng khi biết được cuộc khởi nghĩa hóa ra lại do chính Wilford và Gilliam âm mưu tổ chức, hòng giảm dân số trên tàu tới mức bền vững. Wilford đã căn chỉnh để đúng 74% hành khách trên tàu bị giết. Sau đó, ông đề nghị Curtis thay mình ngồi vào vị trí vận hành đoàn tàu. Curtis đã suýt chấp nhận lời đề nghị cho tới khi Yona vượt qua Claude, cạy nắp sàn căn phòng điều khiển để lộ ra hai đứa trẻ Andy và Timmy là con của Andrew và Tanya, đang phải làm việc như những nô lệ. Kinh hoàng, Curtis bừng tỉnh, quật ngã Wilford rồi hy sinh cánh tay mình để cứu Timmy khỏi đống máy móc. Curtis đưa cho Yona que diêm cuối cùng để châm ngòi cho khối Kronol, trong khi Namgoong kết liễu Franco, kẻ cố theo đuôi họ. Vì cánh của toa động cơ đã không thể đóng lại, Curtis và Namgoong dùng thân mình để che chắn cho Yona và Timmy khỏi vụ nổ.
Xung lực của vụ nổ tạo ra một trận lở tuyết, làm đoàn tàu chệch khỏi đường ray và hư hại hoàn toàn. Ngay sau đó, Yona và Timmy thoát khỏi đống đổ nát. Bước đi trên nền tuyết, hai đứa trẻ thấy một con gấu trắng ở phía xa, cho thấy sự sống thật sự đã nảy mầm trở lại.

## Dàn diễn viên
- Chris Evans trong vai Curtis Everett

Là người lãnh đạo cuộc khởi nghĩa. Về nhân vật Curtis, Evans từng cho biết, "Ý tôi là, đối với tôi, phần đuôi tàu chính là Curits. Nó định nghĩa con người anh ấy. Khu vực đuôi tàu là hình ảnh của khó khăn; của nghèo đói; của bền bì và của cả sự chân chính. Vì vậy, đó là nơi tôi cảm thấy vui nhất." Casting Director đã đề xuất Evans cho Bong, người ban đầu đã hiểu sai về Evans trước khi họ gặp nhau do sự "châm biếm về một gã người Mỹ toàn cơ bắp", nhưng rồi nhanh chóng thay đổi quan điểm và miêu tả Evans là "...anh ấy thực ra rất nhạy cảm và có phần trầm lắng, hướng nội. Anh ta cũng rất, rất thông minh và như một đạo diễn vậy." Đạo diễn Bong được đề cử hai phim Puncture và Sunshine, từ đó ông chỉ ra trình độ của Evans như "khả năng diễn xuất nhạy bén" của anh. Bong Joon-ho và Evans đã dành nhiều tháng thảo luận về phần lời thoại, ông đã nhận được nhiều sự giúp đỡ từ dàn diễn viên và đoàn làm phim bao gồm cả Evans vì đây là bộ phim tiếng Anh đầu tiên của ông. Bong nói rằng đối với vai Curtis, việc che giấu vóc dáng cơ bắp của Evans là điều khó khăn nhất khi làm việc với nam diễn viên, "Anh ta phải là nhân vật ở phần đuôi tàu đói kém trong 17 năm, chỉ được ăn các khối protein, và thật khó để che giấu tất cả khối lượng cơ bắp đó bằng trang phục và trang điểm." Khi được hỏi về việc liệu Evans có ngạc nhiên trước phản ứng của người hâm mộ không, anh nói, "Tôi đã rất ngạc nhiên về mọi thứ về bộ phim này. Mỗi bộ phim bạn làm ra, bạn đều hy vọng mọi người sẽ thích nó, nhưng bộ phim này đã vượt qua tất cả sự mong đợi của tôi."
- Song Kang-ho trong vai Namgoong Minsoo

Là chuyên gia thiết kế các tính năng an ninh trên tàu. Khi đảm nhận vai diễn này, Song nói, "Đây là lần thứ ba tôi làm việc với đạo diễn Bong, và làm việc với ông ấy là một trải nghiệm phi thường. ... lần này, được sánh vai với một dàn diễn viên ấn tượng cũng là một trải nghiệm rất tuyệt." Về nhân vật Namgoong, đạo diễn Bong nói, "Anh ấy sắp đặt cái kết, bởi vì anh ấy có tầm nhìn về thế giới này khác với Curtis với mong muốn thoát ra khỏi chuyến tàu." Về tên của nhân vật, Bong chi sẻ, "Tôi đang tìm một cái tên mà người nước ngoài khó phát âm nhất. Namgoong ... khó đấy. Có một số đoạn hài hước liên quan đến tên nhân vật trong phim."  Song Kang-ho phải đóng vai một nhân vật chỉ biết nói tiếng Hàn, và mặc dù rất khó khăn nhưng anh cho rằng, "... điều này cũng rất sảng khoái và vui vẻ."